# Yimy Gamero
Yimy Manuel Gamero López (Arequipa, Perú, 7 de enero de 2002) es un futbolista peruano. Juega como mediocentro y su equipo actual es Footbal club Melgar de la Liga 1 de Perú.

## Trayectoria

### FBC Melgar

#### Primeros años y debut en Melgar
Fue formado en Foot Ball Club Melgar, jugando desde las canteras hasta las categorías sub-15 y sub-17. En 2018, con dieciséis años de edad pasó a integrar el equipo de reservas de la mano de Melvin Brown. Siguió haciéndolo de igual manera en 2019 y 2020.
El 17 de enero de 2020 firmó su primer contrato profesional con Melgar, junto a otros doce compañeros. Volvió a ser parte del equipo de reservas, aunque solo jugaron las primeras fechas tras la suspensión del Torneo de Reservas por la pandemia de COVID-19 en marzo. Cuando se reanudó en agosto la Liga 1 en la capital, fue uno de los jugadores de la Reserva, junto a Kenji Cabrera, Jefferson Cáceres y Matías Lazo, que posteriormente se unirían al primer equipo para apoyar por lo apretado del calendario del equipo. Solo apareció en un partido en lista, que sería por el partido de vuelta por Copa Sudamericana en Brasil ante Bahia, quedándose en el banco de suplentes.
En la temporada 2021, sería parte del primer equipo. Durante la participación en la Copa Sudamericana, apareció en cinco partidos en el banco de suplentes. Ante la carga de partidos y teniendo un duelo clave a mitad de semana ante Athletico Paranaense en Brasil, Néstor Lorenzo decidió no alinear a la mayoría de los titulares ante Carlos A. Mannucci, lo que le brindaría la chance de hacer su debut profesional el día 16 de mayo, jugando todo el partido, en lo que sería una derrota por 2-1. Volvería a jugar en el siguiente partido, en la goleada por 3-0 ante Cienciano, ingresando en los últimos 25 minutos por Freddy Oncoy. En lo que restó de torneo, solo apareció en un partido entre los suplentes y no volvió a jugar.

#### Préstamo a Binacional
De cara al 2022, sería presentado nuevamente con el primer equipo en la Tarde Rojinegra, sin embargo terminaría siendo prestado a Binacional, en búsqueda de continuidad. A lo largo del año, disputó treinta y un partidos, siendo titular en veintinueve. El día 2 de julio, anotó su primer gol como profesional tras rematar desde el borde del área, en la victoria por 3-0 ante Carlos Stein, en la última fecha del Torneo Apertura. En la fecha 10 del Clausura, anotaría su segundo gol, tras un gran disparo desde fuera del área, en la victoria 2-0 ante Alianza Atlético. Finalizarían en octava posición de la tabla acumulada, logrando así la clasificación a la Copa Sudamericana del próximo año.

#### Préstamo a ADT
En 2023, regresaba a Melgar tras su buen paso en el cuadro juliaqueño. En el corto tiempo que estuvo al mando Pablo Lavallén, no entró en lista para ningún partido. Posteriormente, bajo el mando de Mariano Soso, apareció en tres partidos en el banco de suplentes, dos por el Apertura y uno por Libertadores, aún sin llegar a jugar. Ante las escasas oportunidades debido a la alta competencia en el mediocampo del cuadro arequipeño, sería prestado por todo el Clausura al ADT, donde sería dirigido por Franco Navarro. Le costaría adaptarse en su nuevo equipo, tal así fue que en sus primeros once partidos en el cuadro tarmeño, solo jugó en tres y entrando como suplente. Su cierre de temporada terminó siendo mucho mejor, ya que en los últimos seis partidos, alinearía en todos como titular. Terminaron el Clausura en quinto puesto a 5 puntos del líder, mientras que en la tabla acumulada finalizarían en sexta posición, clasificando de esta manera a la Copa Sudamericana del año siguiente. El día 24 de noviembre de 2023, se anunciaba que Gamero seguiría a préstamo en ADT por todo el 2024, aunque esta vez siendo dirigido por Carlos Desio.
Con mucha mayor confianza, sería pieza clave en el esquema de Desio, quien lo haría jugar también por banda derecha, además de su posición habitual como centrocampista y pivote. A lo largo de 17 fechas del Apertura, catorce partidos los jugó de manera completa, en uno ingresó desde la banca, en otro salió sustituido y solo un partido no jugó, el cual fue ante Melgar. A su vez, brindó tres asistencias. Por Copa Sudamericana, tuvieron que enfrentar en partido único a Deportivo Garcilaso como visitantes. Este sería su debut a nivel internacional, siendo titular. Empatarían sin goles en el tiempo regular, por lo que se fueron a tanda de penales. Él sería el encargado de patear el cuarto penal, el cual concretó, sin embargo terminarían perdiendo por 4-3, y de esta manera caerían eliminados.

## Selección nacional
Durante el año 2017 fue convocado para algunos microciclos de la selección peruana sub-15. El día 19 de agosto de 2022, fue convocado para la selección sub-23, para un microciclo con miras a un partido amistoso ante la sub-23 de Chile.

## Estadísticas
| Club                                                                   | Div.          | Temporada     | Liga  | Liga  | Liga    | Copas nacionales(1) | Copas nacionales(1) | Copas nacionales(1) | Copas internacionales(2) | Copas internacionales(2) | Copas internacionales(2) | Total | Total | Total  |
| Club                                                                   | Div.          | Temporada     | Part. | Goles | Asist.. | Part.               | Goles               | Asist.              | Part.                    | Goles                    | Asist.                   | Part. | Goles | Asist. |
| ---------------------------------------------------------------------- | ------------- | ------------- | ----- | ----- | ------- | ------------------- | ------------------- | ------------------- | ------------------------ | ------------------------ | ------------------------ | ----- | ----- | ------ |
| F. B. C. Melgar · Perú                                                 | 1.ª           | 2020          | 0     | 0     | 0       | —                   | —                   | —                   | 0                        | 0                        | 0                        | 0     | 0     | 0      |
| F. B. C. Melgar · Perú                                                 | 1.ª           | 2021          | 2     | 0     | 0       | 0                   | 0                   | 0                   | 0                        | 0                        | 0                        | 2     | 0     | 0      |
| F. B. C. Melgar · Perú                                                 | 1.ª           | 2023          | 0     | 0     | 0       | —                   | —                   | —                   | 0                        | 0                        | 0                        | 0     | 0     | 0      |
| F. B. C. Melgar · Perú                                                 | Total club    | Total club    | 2     | 0     | 0       | 0                   | 0                   | 0                   | 0                        | 0                        | 0                        | 2     | 0     | 0      |
| Deportivo Binacional · Perú                                            | 1.ª           | 2022          | 31    | 2     | 0       | —                   | —                   | —                   | —                        | —                        | —                        | 31    | 2     | 0      |
| Deportivo Binacional · Perú                                            | Total club    | Total club    | 31    | 2     | 0       | 0                   | 0                   | 0                   | 0                        | 0                        | 0                        | 31    | 2     | 0      |
| A. D. T. · Perú                                                        | 1.ª           | 2023          | 9     | 0     | 0       | —                   | —                   | —                   | —                        | —                        | —                        | 9     | 0     | 0      |
| A. D. T. · Perú                                                        | 1.ª           | 2024          | 16    | 0     | 3       | —                   | —                   | —                   | 1                        | 0                        | 0                        | 17    | 0     | 3      |
| A. D. T. · Perú                                                        | Total club    | Total club    | 25    | 0     | 3       | 0                   | 0                   | 0                   | 1                        | 0                        | 0                        | 26    | 0     | 3      |
| Total carrera                                                          | Total carrera | Total carrera | 58    | 2     | 3       | 0                   | 0                   | 0                   | 1                        | 0                        | 0                        | 59    | 2     | 3      |
| (1)Incluye datos de . (2)Incluye datos de la Copa Sudamericana (2024). |               |               |       |       |         |                     |                     |                     |                          |                          |                          |       |       |        |